# Озёрское сельское поселение (Воронежская область)
Озерское сельское поселение — муниципальное образование в Бутурлиновском районе Воронежской области.
Административный центр — село Озёрки.

## Население
| 2010 | 2012 | 2013 | 2014 | 2015 | 2016 | 2017 | 2018 | 2019 |
| ---- | ---- | ---- | ---- | ---- | ---- | ---- | ---- | ---- |
| 742  | ↘711 | ↘698 | ↘671 | ↘651 | ↘631 | ↘626 | ↗634 | ↘630 |
| 2020 | 2021 |      |      |      |      |      |      |      |
| ↘615 | ↗644 |      |      |      |      |      |      |      |

## Административное деление
Состав поселения:
- село Озёрки.